# Karl Malone
Karl Anthony Malone (Summerfield, 24 luglio 1963) è un ex cestista e allenatore di pallacanestro statunitense.
Soprannominato The Mailman ("il postino") per via della sua costanza di rendimento, prima dell'affermazione di Tim Duncan era considerato quasi unanimemente la migliore ala grande di tutti i tempi; è altresì considerato dai più il miglior giocatore a non avere mai vinto il titolo NBA.
Ha militato negli Utah Jazz dal 1985 al 2003 raggiungendo le finali nel 1997 e nel 1998, entrambe perse contro i Chicago Bulls di Michael Jordan, e nel 2003-2004 coi Los Angeles Lakers, dove ha chiuso la carriera nel 2004 dopo un'altra finale persa.
Malone è il terzo miglior marcatore NBA di sempre con 36 928 punti, alle spalle di LeBron James (41.021) e Kareem Abdul-Jabbar (38.387), terzo per minuti totali (sempre dietro a LeBron James e Kareem Abdul-Jabbar), settimo per partite giocate totali, settimo per rimbalzi totali, dodicesimo per palle rubate totali, diventando così il solo insieme a LeBron James ad avere almeno 35.000 punti, 10.000 rimbalzi, 5.000 assist, 2.000 palle rubate e 1.000 stoppate totali, e insieme a Kevin Garnett e sempre a LeBron James si trova nella classica dei 100 all-time in tutte le 5 statistiche principali nella stagione regolare..
Nella sua lunga carriera ha collezionato 2 MVP della stagione regolare, il più anziano a vincerlo, 2 MVP dell'All-Star Game e 14 convocazioni all'All-Star Game; oltre ad avere 14 All-NBA Team (di cui 11 All-NBA First Team consecutivi, l'unico nella storia NBA a riuscirci insieme a LeBron James) e 4 NBA All-Defensive Team, di cui 3 NBA All-Defensive First Team.
Nella storia degli Utah Jazz si colloca primo per punti totali, rimbalzi totali e palle perse totali, mentre si colloca secondo per partite giocate totali, assist totali e palle rubate totali.

## Caratteristiche tecniche
Dotato di grande forza fisica, è stato uno dei massimi specialisti di ogni epoca del gioco in post basso, nonché un abilissimo interprete del pick and roll. Ottimo tiratore dalla media distanza, era inoltre un eccellente rimbalzista (figura al secondo posto nella storia dell'NBA per rimbalzi difensivi catturati) e un buon difensore. Inizialmente poco preciso dalla linea del tiro libero – nella sua stagione da rookie realizzò meno del 50% dei suoi tentativi –, nel corso degli anni migliorò anche in questo fondamentale, incrementando la propria percentuale dalla lunetta fino a raggiungere un buon 74% di media in carriera.

## Carriera

### College
Proveniente dalle zone povere della Louisiana, Malone era il più piccolo tra i nove figli della famiglia. Viveva in una fattoria con loro e la madre, dato che il padre, Shendrick Hay, si era risposato e successivamente era morto suicida quando Karl aveva solo 3 anni. Frequenta la Summerfield High School, dove guida la squadra a numerose vittorie. Sceglie poi, come college, il locale ateneo di Louisiana Tech, per potere restare vicino a casa, nonostante il corteggiamento della University of Arkansas Basketball. 
Viene inizialmente scelto per la selezione dei Giochi olimpici estivi di Los Angeles 1984 ma viene tagliato fra gli ultimi dal coach Bob Knight. Proprio nella stagione 1983-84, Malone gioca mettendo a segno 18,7 punti e 9,3 rimbalzi a partita. Nella stagione successiva Louisiana, grazie ad un record di 29-3 nella Southland Conference, avanza al torneo NCAA per la prima volta nella sua storia.

### NBA

#### Utah Jazz (1985-2003)
Malone viene scelto al draft NBA del 1985, come tredicesima scelta assoluta, dagli Utah Jazz. Dimostra subito la sua origine non cittadina dicendo di essere contento di giocare nella fantastica città di Utah, non sapendo che Utah è il nome dello Stato e la città è Salt Lake City. Nei Jazz troverà un playmaker con cui riscriverà la storia della squadra, John Stockton. In quegli anni, infatti, i Jazz stavano ricostruendo il team e lo faranno brillantemente con la giovane coppia play-ala: diverrà famosa infatti la frase dei telecronisti "Stockton to Malone!", a segnalare le eccezionali capacità di passaggio del primo e realizzative del secondo. I Jazz non mancheranno mai l'accesso ai play-off per tutti gli anni della carriera di Stockton e Malone e spesso arrivano fino alla finale della Western Conference.

##### Le finali del 1997 e del 1998
Nel 1996-97 i Jazz, per la prima volta nella loro storia, arrivano alle finali NBA e ad attenderli ci sono i Chicago Bulls di Michael Jordan. Malone, forte del primo titolo di MVP della stagione, crede nella vittoria, ma i Bulls sono troppo forti e i Jazz si devono arrendere per 4-2.
L'anno dopo i Jazz ritornano in finale, sempre contro i Bulls, ma questa volta con il fattore campo dalla loro. Sul punteggio di 3-2 per i Bulls, i Jazz hanno due partite al Delta Center, il palazzetto di Salt Lake City. La sesta partita è un duello fra tutte le stelle delle rispettive squadre. Malone trascina i Jazz ad un finale equilibrato. Negli ultimi secondi, però, Jordan gli ruba la palla e segna il canestro del sorpasso decisivo a 5,2 secondi dal termine, togliendo alla coppia Stockton-Malone il sogno di un anello di campioni.
Malone vince ancora il titolo di MVP della stagione nel 1998-1999, ma non riuscirà più a portare i Jazz in finale.

#### Los Angeles Lakers (2003-2004)
Quando al termine della stagione 2002-2003 Stockton si ritira, Malone si trasferisce ai Los Angeles Lakers, in quello che è il nuovo team dominante della NBA, con Kobe Bryant, Shaquille O'Neal e Gary Payton.
La sfortuna, tuttavia, si accanisce su Malone, costretto a saltare buona parte della stagione regolare per un infortunio (fino a quel momento aveva saltato solo dieci partite nella sua carriera). Nonostante ciò i Lakers arrivano in finale, ma un altro infortunio impedisce a Malone di essere al meglio. I Lakers si devono arrendere per 4-1 ai Detroit Pistons, sfavoriti dal pronostico, lasciando ancora una volta Malone senza anello.
Malone decide di uscire dal contratto con i Lakers, rinunciando al secondo anno previsto nell'accordo con il club di Los Angeles e tenendo in sospeso le decisioni sul suo futuro. Infine, nel febbraio 2005, decide di ritirarsi, smentendo le voci che lo davano ormai promesso ai San Antonio Spurs, perdendo così la possibilità di unirsi alla franchigia che quell'anno vincerà il titolo.

## Statistiche
| * | Primo nella lega |

### NCAA
| Anno      | Squadra       | PG | PT | MP   | TC%  | 3P% | TL%  | RP   | AP  | PRP | SP  | PP   |
| --------- | ------------- | -- | -- | ---- | ---- | --- | ---- | ---- | --- | --- | --- | ---- |
| 1982-1983 | L.T. Bulldogs | 28 | -  | 31,9 | 58,2 | -   | 62,3 | 10,3 | 0,4 | 1,9 | 0,7 | 20,9 |
| 1983-1984 | L.T. Bulldogs | 32 | -  | 31,6 | 57,6 | -   | 68,2 | 8,8  | 1,3 | 1,6 | 0,7 | 18,8 |
| 1984-1985 | L.T. Bulldogs | 32 | -  | 28,9 | 54,1 | -   | 57,1 | 9,0  | 2,3 | 1,5 | 0,5 | 16,5 |
| Carriera  | Carriera      | 92 | -  | 30,8 | 56,6 | -   | 63,1 | 9,3  | 1,4 | 1,6 | 0,6 | 18,7 |

### NBA

#### Regular Season
| Anno      | Squadra     | PG   | PT   | MP   | TC%  | 3P%  | TL%  | RP   | AP  | PRP | SP  | PP   |
| --------- | ----------- | ---- | ---- | ---- | ---- | ---- | ---- | ---- | --- | --- | --- | ---- |
| 1985-1986 | Utah Jazz   | 81   | 76   | 30,6 | 49,6 | 0,0  | 48,1 | 8,9  | 2,9 | 1,3 | 0,5 | 14,9 |
| 1986-1987 | Utah Jazz   | 82   | 82   | 34,8 | 51,2 | 0,0  | 59,8 | 10,4 | 1,9 | 1,3 | 0,7 | 21,7 |
| 1987-1988 | Utah Jazz   | 82   | 82   | 39,0 | 52,0 | 0,0  | 70,0 | 12,0 | 2,4 | 1,4 | 0,6 | 27,7 |
| 1988-1989 | Utah Jazz   | 82   | 82   | 39,0 | 51,9 | 31,3 | 76,6 | 10,7 | 2,7 | 1,8 | 0,9 | 29,1 |
| 1989-1990 | Utah Jazz   | 82   | 82   | 38,1 | 56,2 | 37,2 | 76,2 | 11,1 | 2,8 | 1,5 | 0,6 | 31,0 |
| 1990-1991 | Utah Jazz   | 82   | 82   | 40,3 | 52,7 | 28,6 | 77,0 | 11,8 | 3,3 | 1,1 | 1,0 | 29,0 |
| 1991-1992 | Utah Jazz   | 81   | 81   | 37,7 | 52,6 | 17,6 | 77,8 | 11,2 | 3,0 | 1,3 | 0,6 | 28,0 |
| 1992-1993 | Utah Jazz   | 82   | 82   | 37,8 | 55,2 | 20,0 | 74,0 | 11,2 | 3,8 | 1,5 | 1,0 | 27,0 |
| 1993-1994 | Utah Jazz   | 82   | 82   | 40,6 | 49,7 | 25,0 | 69,4 | 11,5 | 4,0 | 1,5 | 1,5 | 25,2 |
| 1994-1995 | Utah Jazz   | 82   | 82   | 38,1 | 53,6 | 26,8 | 74,2 | 10,6 | 3,5 | 1,6 | 1,0 | 26,7 |
| 1995-1996 | Utah Jazz   | 82   | 82   | 38,0 | 51,9 | 40,0 | 72,3 | 9,8  | 4,2 | 1,7 | 0,7 | 25,7 |
| 1996-1997 | Utah Jazz   | 82   | 82   | 36,6 | 55,0 | 0,0  | 75,5 | 9,9  | 4,5 | 1,4 | 0,6 | 27,4 |
| 1997-1998 | Utah Jazz   | 81   | 81   | 37,4 | 53,0 | 33,3 | 76,1 | 10,3 | 3,9 | 1,2 | 0,9 | 27,0 |
| 1998-1999 | Utah Jazz   | 49   | 49   | 37,7 | 49,3 | 0,0  | 78,8 | 9,4  | 4,1 | 1,3 | 0,6 | 23,8 |
| 1999-2000 | Utah Jazz   | 82   | 82   | 35,9 | 50,9 | 25,0 | 79,7 | 9,5  | 3,7 | 1,0 | 0,9 | 25,5 |
| 2000-2001 | Utah Jazz   | 81   | 81   | 35,7 | 49,8 | 40,0 | 79,3 | 8,3  | 4,5 | 1,1 | 0,8 | 23,2 |
| 2001-2002 | Utah Jazz   | 80   | 80   | 38,0 | 45,4 | 36,0 | 79,7 | 8,6  | 4,3 | 1,9 | 0,7 | 22,4 |
| 2002-2003 | Utah Jazz   | 81   | 81   | 36,2 | 46,2 | 21,4 | 76,3 | 7,8  | 4,7 | 1,7 | 0,4 | 20,6 |
| 2003-2004 | L.A. Lakers | 42   | 42   | 32,7 | 48,3 | 0,0  | 74,7 | 8,7  | 3,9 | 1,2 | 0,5 | 13,2 |
| Carriera  | Carriera    | 1476 | 1471 | 37,2 | 51,6 | 27,4 | 74,2 | 10,1 | 3,6 | 1,4 | 0,8 | 25,0 |
| All-Star  | All-Star    | 12   | 8    | 20,3 | 54,2 | -    | 72,5 | 6,2  | 1,6 | 1,0 | 0,4 | 12,1 |

#### Play-off
| Anno     | Squadra     | PG  | PT  | MP    | TC%  | 3P%   | TL%  | RP   | AP  | PRP | SP  | PP   |
| -------- | ----------- | --- | --- | ----- | ---- | ----- | ---- | ---- | --- | --- | --- | ---- |
| 1986     | Utah Jazz   | 4   | 4   | 36,0  | 52,8 | -     | 42,3 | 7,5  | 1,0 | 2,0 | 0,0 | 21,8 |
| 1987     | Utah Jazz   | 5   | 5   | 40,0  | 42,0 | -     | 72,2 | 9,6  | 1,2 | 2,2 | 0,8 | 20,0 |
| 1988     | Utah Jazz   | 11  | 11  | 44,9* | 48,2 | 0,0   | 72,3 | 11,8 | 1,5 | 1,2 | 0,6 | 29,7 |
| 1989     | Utah Jazz   | 3   | 3   | 45,3  | 50,0 | -     | 81,3 | 16,3 | 1,3 | 1,0 | 0,3 | 30,7 |
| 1990     | Utah Jazz   | 5   | 5   | 40,6  | 43,8 | 0,0   | 75,6 | 10,2 | 2,2 | 2,2 | 1,0 | 25,2 |
| 1991     | Utah Jazz   | 9   | 9   | 42,6  | 45,5 | 0,0   | 84,6 | 13,3 | 3,2 | 1,0 | 1,2 | 29,7 |
| 1992     | Utah Jazz   | 16  | 16  | 43,0  | 52,1 | 0,0   | 80,5 | 11,3 | 2,6 | 1,4 | 1,2 | 29,1 |
| 1993     | Utah Jazz   | 5   | 5   | 43,2  | 45,4 | 50,0  | 81,6 | 10,4 | 2,0 | 1,2 | 0,4 | 24,0 |
| 1994     | Utah Jazz   | 16  | 16  | 43,9  | 46,7 | 0,0   | 73,8 | 12,4 | 3,4 | 1,4 | 0,8 | 27,1 |
| 1995     | Utah Jazz   | 5   | 5   | 43,2  | 46,6 | 33,3  | 69,2 | 13,2 | 3,8 | 1,4 | 0,4 | 30,2 |
| 1996     | Utah Jazz   | 18  | 18  | 40,3  | 46,9 | 0,0   | 57,4 | 10,3 | 4,4 | 1,9 | 0,6 | 26,5 |
| 1997     | Utah Jazz   | 20  | 20  | 40,8  | 43,5 | 50,0  | 72,0 | 11,4 | 2,9 | 1,4 | 0,8 | 26,0 |
| 1998     | Utah Jazz   | 20  | 20  | 39,8  | 47,1 | 0,0   | 78,8 | 10,9 | 3,4 | 1,1 | 1,0 | 26,3 |
| 1999     | Utah Jazz   | 11  | 11  | 41,0  | 41,7 | 0,0   | 79,1 | 11,3 | 4,7 | 1,2 | 0,7 | 21,8 |
| 2000     | Utah Jazz   | 10  | 10  | 38,6  | 52,0 | 100,0 | 81,0 | 8,9  | 3,1 | 0,7 | 0,7 | 27,2 |
| 2001     | Utah Jazz   | 5   | 5   | 39,8  | 40,5 | 50,0  | 79,6 | 8,8  | 3,4 | 1,0 | 0,8 | 27,6 |
| 2002     | Utah Jazz   | 4   | 4   | 40,8  | 41,1 | 0,0   | 71,4 | 7,5  | 4,5 | 1,3 | 0,8 | 20,0 |
| 2003     | Utah Jazz   | 5   | 5   | 38,2  | 40,5 | 0,0   | 73,2 | 6,8  | 4,0 | 1,6 | 0,4 | 19,6 |
| 2004     | L.A. Lakers | 21  | 21  | 38,0  | 45,0 | 0,0   | 63,0 | 8,8  | 3,4 | 1,1 | 0,1 | 11,5 |
| Carriera | Carriera    | 193 | 193 | 41,0  | 46,3 | 16,2  | 73,6 | 10,7 | 3,2 | 1,3 | 0,7 | 24,7 |

#### Massimi in carriera
- Massimo di punti: 61 vs Milwaukee Bucks (27 gennaio 1990)
- Massimo di rimbalzi: 23 vs Golden State Warriors (29 marzo 1994)
- Massimo di assist: 10, sette volte
- Massimo di stoppate: 5, cinque volte
- Massimo di palle rubate: 7, quattro volte
- Massimo di minuti giocati: 57 vs Chicago Bulls (3 febbraio 1992)

## Palmarès
- MVP della regular season: 2

1997, 1999 (il più anziano)
- NBA All-Rookie First Team:1

1986
- MVP dell'All-Star Game: 2

1989, 1993 (ex aequo con John Stockton)
- All-NBA Team: 14

First Team: 1989, 1990, 1991, 1992, 1993, 1994, 1995, 1996, 1997, 1998, 1999
Second Team: 1988, 2000
Third Team: 2001
- NBA All-Star Game: 14

1988, 1989, 1990, 1991, 1992, 1993, 1994, 1995, 1996, 1997, 1998, 2000, 2001, 2002
- NBA All-Defensive Team: 4

First Team: 1997, 1998, 1999
Second Team: 1988
- 2 volte maggior numero di rimbalzi difensivi in stagione NBA
- 8 volte maggior numero di tiri liberi totali realizzati in stagione NBA (record)
- Inserito nella Naismith Memorial Basketball Hall of Fame nel 2010
- Inserito tra i 50 migliori giocatori del cinquantenario della NBA
- Inserito nel NBA 75th Anniversary Team

### Nazionale
- Oro ai Giochi olimpici di Barcellona 1992
- Oro ai Giochi olimpici di Atlanta 1996
- Oro ai Campionati Americani 1992

## Record
Con 36 928 punti, Malone chiude la sua carriera come secondo marcatore assoluto di tutti i tempi, dietro a Kareem Abdul-Jabbar (che però ha una media punti a partita più bassa) e al primo posto tra i realizzatori in una singola squadra (36.374 punti con gli Utah Jazz).
In seguito è stato superato da Lebron James ed è attualmente in terza posizione nella classifica dei migliori marcatori di sempre.
Settimo miglior rimbalzista di sempre NBA
Detiene il record di tiri liberi tirati (13.188) e realizzati (9.787).
Detiene il record di assist (5.248) e palle recuperate (2.085) per un'ala grande.
Dodicesimo miglior giocatore per palle rubate di sempre NBA
Detiene il record di stagioni con almeno 20 punti di media a partita (17).
Detiene il maggiore numero di stagioni consecutive con almeno 2000 punti segnati (12). È da sottolineare che il numero di stagioni sarebbe salito a 13 se non si fosse verificato lo sciopero dell'NBA nella stagione 1998-1999, nella quale si sono disputate solo 50 partite di regular season.
Nel 1996 è stato inserito nel gruppo dei 50 migliori giocatori della storia della lega.
Ha inoltre partecipato a due Olimpiadi, Barcellona 1992, con l'originale Dream Team, e Atlanta 1996, vincendo in entrambi i casi la medaglia d'oro.
Il 24 marzo 2006, gli Utah Jazz hanno ritirato la maglia di Karl Malone, il cui numero 32 non potrà essere più indossato da nessun giocatore dei Jazz. Malone avrebbe potuto usare il 32 anche nell'anno a Los Angeles, nonostante quella maglia fosse stata ritirata per onorare Magic Johnson: il grande ex-giocatore dei Lakers si dichiarò infatti disposto a concedere a Malone l'uso del proprio numero, ma Karl preferì rifiutare in segno di rispetto. Malone a Los Angeles giocò con il numero 11, lo stesso che aveva sempre indossato in nazionale.

## Partite memorabili
- Malone è stato nominato MVP dell'All Star Game nel 1989 e nel 1993 (in quest'ultimo caso a pari merito con John Stockton).
- Il 27 gennaio 1990 Malone segnò un career-high di 61 punti nella vittoria per 144-96 contro i Milwaukee Bucks. Fece 21 su 26 nei tiri su azione e 19 su 23 ai tiri liberi. Stabilì così il record per il miglior realizzatore in una partita dei Jazz da quando la squadra era andata via da New Orleans. Giocando in quella partita 33 minuti, Malone divenne il quarto giocatore nella storia NBA a segnare almeno 60 punti giocando meno di 40 minuti (prima di lui Jerry West con 63 punti in 39 minuti il 17 gennaio 1962, e George Gervin con 63 punti in 33 minuti il 9 aprile 1978; dopo di lui Kobe Bryant con 62 punti in 33 minuti contro i Dallas Mavericks il 20 dicembre 2005, e Klay Thompson con 60 punti in 29 minuti contro gli Indiana Pacers il 5 dicembre 2016.
- Malone stabilì il proprio record personale di rimbalzi il 29 marzo 1994 contro i Golden State Warriors, catturandone 23 (11 in attacco e 12 in difesa).
- Malone mise a referto la sua prima tripla doppia il 2 febbraio 1996 contro i Los Angeles Clippers con 27 punti, 15 rimbalzi e 10 assist.
- L'11 maggio 1997 in una gara di play-off contro i Los Angeles Lakers Malone stabilì il record NBA nei playoff mettendo a segno 18 tiri liberi su 18 tentativi. Finì la partita con 42 punti. Il record è stato superato prima da Paul Pierce nel 2003 con 21 e poi nel 2011 da Dirk Nowitzki con 24 tiri liberi.
- Malone segnò 50 punti in una gara play-off contro i Seattle SuperSonics il 22 aprile 2000 stabilendo il record di franchigia dei Jazz nei play-off, risultando anche il più vecchio giocatore a realizzare 50 punti in post-season.
- Il 30 novembre 2003, mentre giocava nei Lakers, Malone divenne il più vecchio giocatore NBA a compilare una tripla doppia. All'età di 40 anni segnò 10 punti con 11 rimbalzi e 10 assist in 26 minuti contro i San Antonio Spurs.
- Con 30 punti il 25 aprile 2004 a Houston Karl Malone divenne il più vecchio giocatore nella storia dei play-off a segnare più di 30 punti e il secondo a farlo a più di 40 anni (l'altro è stato Kareem Abdul-Jabbar).

## Controversie
Nel corso della sua carriera Malone si è reso partecipe di due episodi controversi extra-campo:
- Nel 1984 ha avuto un figlio da una ragazzina di 13 anni di nome Gloria Bell; il loro figlio è Demetress Bell, in seguito divenuto giocatore di football americano. Malone ha evitato la prigione solo perché Gloria e la sua famiglia non lo hanno denunciato;[8][9]
- Nel 2004 si è rivolto alla moglie di Kobe Bryant (Vanessa) dicendole «Sono a caccia di una bella messicana».[10] La donna (di origine latinoamericana) ha subito riferito la frase di Malone al marito e da lì i due hanno rotto la loro amicizia.[10][11] Anche negli anni successivi i rapporti sono rimasti tesi con Malone che nel 2015 ha invitato Kobe a un confronto.[12]